# Alysha
Alysha bzw. Alyscha ist ein weiblicher Vorname, der vorwiegend im englischsprachigen Raum vergeben wird. Es handelt sich bei ihm um eine Variante von Alicia, der sich seinerseits vom althochdeutschen Adelheid mit der Bedeutung „von edler Gestalt“ ableitet. Ähnlich gebildete Varianten sind Alyssa und Alissa sowie Alischa bzw. Alisha.

## Namensträgerinnen
- Alysha Clark (* 1987), US-amerikanische Basketballspielerin
- Alysha Brillinger (* 1988), kanadische Musikerin
- Alyscha Mottershead (* 1991), kanadische Fußballspielerin
- Alysha Newman (* 1994), kanadische Stabhochspringerin